# Na (musikgrupp)
Na, alternativt NA, är en albansk rockgrupp från Gjakova i Kosovo. Gruppen bildades efter kriget år 1999 av fyra vänner: Krash, Bekim, Fisnik och Alban. Gruppens namn betyder "oss". 

## Karriär
Tre år efter att gruppen bildats år 1999 beslutade sig två av ursprungsmedlemmarna, Alban och Fisnik för att lämna gruppen. År 2004 anslöt sig den då 17-åriga gitarristen Blerat, som är bror till Bekim, till gruppen. Idag framträder gruppen huvudsakligen i Kosovo, men även i närliggande länder som Albanien.  År 2012 ställde gruppen upp i Top Fest 9 med låten "Jam zgjuar". De tog sig dock inte vidare i tävlingen.
År 2012 kom gruppen att debutera i Festivali i Këngës 51. De deltog med låten "Sa larg". Na blev därmed den tredje gruppen att delta i 2012 års Festivali i Këngës. De lyckades inte ta sig till final.
2013 deltog Na i musiktävlingen Top Fest för första gången. De presenterade sitt bidrag, "Si meteor", den 13 mars 2013 men tog sig inte vidare i tävlingen. Efter ett sent avhopp av Orges Toçe kom gruppen att delta i Festivali i Këngës 52. De deltog med bidraget "Jehonë", skrivet och komponerat av Enis Mullaj. I finalen slutade de på en delad 7:e plats tillsammans med Rezarta Smaja efter att ha tilldelats 25 poäng. De deltar i Top Fest 11 våren 2014 med låten "Uragan". De tog sig till tävlingens semifinaler och framförde sitt bidrag live i den första semifinalen 7 maj 2014.

### Medlemmar
- Kreshnik Koshi (bas och sång), född 16 januari 1981 (44 år) i Gjakova.
- Bekim Kepuska (trummor), född 28 juni 1977 (47 år) i Gjakova.
- Blerat Kepuska (gitarr), född 25 april 1987 (37 år) i Gjakova.

## Diskografi

### Album
- 2007 – Hear It, Feel It

### Singlar
- 2002 – "Gjeneratat"
- 2008 – "Filanja"
- 2012 – "Jam zgjuar"
- 2012 – "Sa larg"
- 2013 – "Si meteor"
- 2013 – "Jehonë"
- 2014 – "Uragan"